# 올하 코로브카
올하 바실리우나 코로브카(우크라이나어: О́льга Васи́лівна Коро́бка, 1985년 12월 7일~)는 우크라이나의 은퇴한 역도 선수이다.
코로브카는 2004년 하계 올림픽 여자 최중량급에서 7위를 했다. 2008년 4월 18일에 코로브카는 유럽 선수권 대회 여자 최중량급에서 총 277kg을 들어 3회 연속으로 금메달을 땄다.
2008년 하계 올림픽 여자 최중량급에서는 총 277kg을 들어서 은메달을 땄다. 코로브카는 2010년 유럽 역도 선수권 대회 여자 최중량급에서 은메달을 땄지만 2011년 세계 역도 선수권 대회 여자 최중량급에서 동메달을 딴 이후에 약물 검사를 통과하지 못했다.
2012년 2월에는 도핑 때문에 4년 동안의 선수 자격 정지 징계를 받았다. 2016년에는 2008년 하계 올림픽 도핑 샘플 재검사를 통해 금지 약물 성분이 확인되면서 올림픽 메달을 박탈당했다.